# Kayuringin Jaya
Kayuringin Jaya is een bestuurslaag in het regentschap Kota Bekasi van de provincie West-Java, Indonesië. Kayuringin Jaya telt 58.182 inwoners (volkstelling 2010).